# Zofia Chyra-Rolicz
Zofia Krystyna Chyra-Rolicz (ur. 1948) – polska historyczka, nauczycielka akademicka, profesor tytularny.

## Życiorys
W latach 1960–1965 uczęszczała do Liceum Ogólnokształcącego nr 15 im. Narcyzy Żmichowskiej w Warszawie, gdzie uzyskała maturę. W 1970 ukończyła studia historyczne w Instytucie Historycznym Uniwersytetu Warszawskiego. Uczęszczała na seminarium magisterskie prowadzone przez prof. dr hab. Stanisława Herbsta poświęcone dziejom kultury i miast. Magisterium uzyskała na podstawie pracy Kształtowanie się mecenatu Jana III Sobieskiego. W latach 1971–1974 była słuchaczką Studium Doktoranckiego przy Instytucie Historii PAN. Uczestniczyła w pracach Pracowni Badań Struktur Społecznych, gdzie pod kierunkiem prof. dr hab. Janiny Leskiewiczowej przygotowała rozprawę doktorską U źródeł polskiej inteligencji. Funkcjonowanie zawodu i wykształcenia w przemianach społecznych epoki Oświecenia (1764–1807). Doktorat obroniła w 1975. Habilitację uzyskała w 1993 w Instytucie Historii Uniwersytetu im. Adama Mickiewicza w Poznaniu za rozprawę Związki ruchu emancypacji kobiet ze spółdzielczością na ziemiach polskich przed 1939 r. (Wyd. SIB, Warszawa 1993), której recenzentami byli: prof. dr hab. Stefan Kowal (UAM), prof. dr hab. Ryszard Kołodziejczyk (IH PAN) i prof. dr hab. Czesław Szczepańczyk (WSP, Kielce). Tytuł naukowy profesora uzyskała w 2005.
W latach 1974–1997 pracowała w Spółdzielczym Instytucie Badawczym w Warszawie, gdzie pełniła funkcje kierownicze: w latach 1984–1985 zastępczyni kierownika Zakładu Badań Historyczno-Socjologicznych, w latach 1986–1988 zastępczyni kierownika Zakładu Historii Ruchu Spółdzielczego, w latach 1988–1992 kierowniczki tego zakładu. W latach 1983–1989 redagowała wydawnictwo periodyczne International Co-operative Alliance (Międzynarodowego Związku Spółdzielczego), Research Register of Studies on Co-operatives in Developing Countries and Selected Bibliography, powstające we współpracy z Węgierskim Instytutem Spółdzielczym. Pod jej redakcją ukazało się 10 tomów (nr 12–22). W latach 1995–1998 była przewodniczącą Komitetu Organizacyjnego Olimpiady Wiedzy o Spółdzielczości. 
W październiku 1996 rozpoczęła pracę w Instytucie Historii Wyższej Szkoły Rolniczo-Pedagogicznej w Siedlcach. W latach 2001–2002 była wiceprzewodniczącą Zespołu ds. Innowacji i Współpracy Wydziału Humanistycznego AP. 
W latach 2002–2012 była koordynatorką wymiany zagranicznej programu Erasmus/Sokrates na Wydziale Humanistycznym AP/UPH. W ramach tego programu wyjeżdżała z wykładami do zagranicznych uczelni: Uniwersytetu Jana Evangelisty Purkiniego w Uściu nad Łabą, Moravska Vysoka Škola w Ołomuńcu, Uniwersytetu Zachodnioczeskiego w Pilźnie oraz Uniwersytetu Ostrawskiego, Universita degli Studii Della Tusia w Viterbo, Uniwersytetu Katolickiego w Rużomberku. 
W latach 2012–2013 pełniła funkcję kierowniczki Katedry Bezpieczeństwa Narodowego w Instytucie Nauk Społecznych i Bezpieczeństwa UPH w Siedlcach. Wcześniej na tej uczelni była kierowniczką kolejno: Zakładu Historii Wsi i Ruchu Ludowego (1998–2005) oraz Katedry Studiów Regionalnych w Instytucie Historii (2005–2006), a także Katedry Studiów Interdyscyplinarnych Europy Środkowo-Wschodniej w Instytucie Filologii Polskiej. W 2007 została członkinią Komitetu Nauk Historycznych Polskiej Akademii Nauk. Od 2018 zatrudniona w Instytucie Historii UPH w Siedlcach.
Specjalizuje się w historii społecznej Polski w XVIII–XX w., w historii spółdzielczości i historii kultury.

## Ważniejsze publikacje
- Romuald Mielczarski. Materiały dotyczące życia i działalności, wstęp, opracowanie tekstu i indeksu Zofia Chyra-Rolicz, (Zakład Wydawnictw CRS, Warszawa 1977);
- Stanisław Staszic (1980);
- Spółdzielczość pracy w aktywizacji zawodowej kobiet 1945–1955, Seria: SIB, Studia, Materiały i Przyczynki nr 47, ZW CZSR, Warszawa 1980 (1980);
- Pod spółdzielczym sztandarem. Z dziejów spółdzielczości polskiej do 1982 r. (1985);
- Stanisław Tołwiński (1987);
- Spółdzielczość w polskim medalierstwie (wraz z Haliną Trocką; 1988);
- Burzymy – tworząc. Spółdzielczość robotnicza na ziemiach polskich do 1939 r. (1991);
- Z tradycji polskiej spółdzielczości II Rzeczypospolitej. Idee, fakty, dokonania (1992);
- Związki ruchu emancypacji kobiet ze spółdzielczością na ziemiach polskich przed 1939 rokiem (1993);
- Przeobrażenia polskiej spółdzielczości w latach 1989–1994 (1995);
- Stanisław Staszic – prekursor spółdzielczości rolniczej (2004);
- Poznać, odkryć, zrozumieć. Turniej wiedzy o spółdzielczości. Poradnik dla uczestników i organizatorów turniejów wiedzy o spółdzielczości (wraz z Hieronimem Wawrzyńskim; 2008);
- Żydzi na Podlasiu, redakcja naukowa Zofia Chyra-Rolicz, Renata Tarasiuk, Edward Kopówka, Wydawnictwo Akademii Podlaskiej, Siedlce 2010, ISBN 978-83-7051-586-7 (2010);
- Maria Konopnicka. Opowieść o niezwykłej kobiecie (2012);
- Wspólnymi siłami. Związki ruchu emancypacji kobiet ze spółdzielczością na ziemiach polskich przed rokiem 1939 (Warszawa 2013, ISBN 83-89627-52-3 oraz ISBN 978-83-89627-52-0);
- Konopnicka. Opowieść o niezwykłej kobiecie, Wydawnictwo UPH (Siedlce 2012, ISBN 978-837051-699-4; wyd. 2 rozsz. Siedlce 2022, ISBN 978-83-67162-19-7);
- Panslawizm – wczoraj, dziś, jutro, redakcja naukowa: Zofia Chyra-Rolicz i Tomasz Rokosz, Pracownia Wydawnicza Wydziału Humanistycznego UPH (Siedlce 2016, ISBN 978-83-64415-11-1);
- Wojenko, wojenko, cóżeś Ty za Pani… Studia i szkice wokół Wielkiej Wojny, red. naukowa Zofia Chyra-Rolicz i Maryla Fałdowska, Pracownia Wydawnicza Wydziału Humanistycznego UPH (Siedlce 2017, ISBN 978-83-64415-93-7);
- Sztuka przetrwania. Życie codzienne w ekstremalnych warunkach obozowych w XX–XXI wieku, redakcja naukowa: Zofia Chyra-Rolicz i Maryla Fałdowska, Wydawnictwo Naukowe Uniwersytetu Przyrodniczo-Humanistycznego w Siedlcach (Siedlce 2019, ISBN 978-83-7051-978-0);
- Między prywatą a wspólnym dobrem. Stosunek państwa i sił politycznych do spółdzielczości w II i III Rzeczypospolitej, seria: Kooperatyzm, Oficyna Naukowa, (Warszawa  2019, ISBN 978-83-66056-48-0);
- Sukcesy i porażki. Historyczny kontekst kobiecych dążeń do samorealizacji, redakcja naukowa: Zofia Chyra-Rolicz i Teresa Kulak, Wydawnictwo Naukowe Uniwersytetu Przyrodniczo-Humanistycznego w Siedlcach (Siedlce 2020, ISBN 978-83-66541-40-5);
- Spółdzielczość spożywców w Polsce – chlubna przeszłość versus turbulentna przyszłość (wspólnie z M. Kwasek i M. Zubą-Ciszewską), red. Maria Zuba-Ciszewska, Wydawnictwo Towarzystwo Naukowe KUL, Lublin 2023, ISBN 978-83-66647-52-7.

## Członkostwo w stowarzyszeniach, radach naukowych i innych gremiach
- Polskie Towarzystwo Historyczne, o/Warszawa – od 1970 (Towarzystwo Miłośników Historii);
- Komisja Historii Kobiet, Komitet Nauk Historycznych PAN – od 2003;
- Komitet Nauk Historycznych PAN – lata 2007–2014;
- Rady Konsultacyjno-Programowej przy Krajowej Radzie Spółdzielczej – lata 2008–2012;
- Rada Muzeum przy Muzeum Treblinka – wiceprzewodnicząca od listopada 2019[5];

- Pilsudski Institute of America for Research in the Modern History of Poland [Instytut im. Józefa Piłsudskiego, Nowy Jork] – od 4 listopada 2014;

- ICA CCR Europe Research Committee [Komitet Badawczy Międzynarodowego Związku Spółdzielczego, Rady Europy] – współpraca od początku lat 90. XX w.

### Inne
- Stowarzyszenie Dziennikarzy RP, O/Warszawski – od 1998;

- Towarzystwo Spółdzielców – od 1993 r. k, wiceprezes w latach 1993–1997 i od czerwca 2010;
- Komitet Wydawniczy Wydawnictwa Uczelnianego [AP/UPH] – przewodnicząca w latach 2005–2012;
- Senacka Komisja ds. Nauki w UPH – lata 2008–2016;
- Wydziałowa Komisja Nauki, Wydział Humanistyczny UPH – od 2010.

### Stypendystka
- 1990 – The Kościuszko Foundation (Fundacja Kościuszkowska) oraz Joseph Pilsudski Institute of America for Research in Modern History of Poland (Instytut im. Józefa Piłsudskiego dla Badań nad Najnowszą Historią Polski), Nowy York, USA
- 1993 – kurs Ruch spółdzielczy w umacnianiu społeczności lokalnych, ILDEC, Afro-Asian Institute HISTADRUT, Tel Awiw, Izrael.

## Odznaczenia
- 1979 – Brązowy Krzyż Zasługi,
- 1985 – Srebrny Krzyż Zasługi,
- 1987 – Odznaka Zasłużonego Działacza Spółdzielczego,
- 2001 – Medal Komisji Edukacji Narodowej[3],
- 2004 – Złoty Krzyż Zasługi[6],
- 2005 – Medal im. Księżnej Aleksandry Ogińskiej „Za zasługi dla siedleckiej Uczelni”; Medal „Za zasługi dla siedleckiej humanistyki”,
- 2008 – Odznaka Zasłużonego dla Spółdzielczości „Samopomoc Chłopska”,
- 2009 – Medal 60-lecia „Cepelii”,
- 2013 – Medal Stanisława Staszica – XX-lecie Towarzystwa Spółdzielców,
- 2014 – Nagroda „Złotego Jacka” przyznaną przez Siedleckie Stowarzyszenie Społeczno-Kulturalne „Brama”, Muzeum Regionalne w Siedlcach i Siedleckie Towarzystwo Naukowe za działalność naukową,
- 2018 – Medal 200 lat spółdzielczości polskiej – 100-lecie odzyskania niepodległości”[3].